# Klub Sportowy Developres Rzeszów 2019-2020
Questa voce raccoglie le informazioni riguardanti il Klub Sportowy Developres Rzeszów nelle competizioni ufficiali della stagione 2019-2020.

## Organigramma societario
Area direttiva
- Presidente: Rafał Mardoń

Area tecnica
- Allenatore: Stéphane Antiga
- Allenatore in seconda: Bartłomiej Dąbrowski
- Scout man: Mateusz Janik

Area sanitaria
- Preparatore atletico: Artur Płonka
- Fisioterapista: Grzegorz Gomulec

## Rosa
| N° | Nome                  | Ruolo | Data di nascita   | Nazionalità sportiva |
| -- | --------------------- | ----- | ----------------- | -------------------- |
| 1  | Alexandra Frantti     | S     | 3 marzo 1996      | Stati Uniti          |
| 2  | Gabriela Wojtowicz    | C     | 27 novembre 1988  | Polonia              |
| 3  | Kamila Ganszczyk      | C     | 2 dicembre 1991   | Polonia              |
| 4  | Magdalena Grabka      | S     | 19 maggio 1994    | Polonia              |
| 5  | Magdalena Hawryła     | C     | 1º gennaio 1989   | Polonia              |
| 7  | Jelena Blagojević     | S     | 1º dicembre 1988  | Serbia               |
| 9  | Anna Kaczmar          | P     | 26 settembre 1985 | Polonia              |
| 10 | Zuzanna Efimienko     | C     | 8 agosto 1989     | Polonia              |
| 12 | Michaela Mlejnková    | S     | 26 luglio 1996    | Rep. Ceca            |
| 14 | Natalia Valentín      | P     | 12 settembre 1989 | Porto Rico           |
| 15 | Tamara Kaliszuk       | O     | 20 marzo 1990     | Polonia              |
| 17 | Aleksandra Krzos      | L     | 23 giugno 1989    | Polonia              |
| 18 | Katarzyna Zaroślińska | O     | 3 febbraio 1987   | Polonia              |
| 19 | Daria Bąkowska        | L     | 30 maggio 1991    | Polonia              |

## Risultati

### Liga Siatkówki Kobiet

#### Girone di andata
| 1ª giornata - 11 ottobre 2019 Hala Podpromie, Rzeszów       | Developres Rzeszów | 3 - 1 | Legionovia         | 25-23, 25-18, 22-25, 25-20        |
| 2ª giornata - 20 ottobre 2019 Hala Orbita, Breslavia        | Wrocław            | 0 - 3 | Developres Rzeszów | 20-25, 18-25, 21-25               |
| 3ª giornata - 26 ottobre 2019 Hala Podpromie, Rzeszów       | Developres Rzeszów | 3 - 0 | Pałac Bydgoszcz    | 25-20, 25-18, 31-29               |
| 4ª giornata - 8 novembre 2019 Hala Podpromie, Rzeszów       | Wisła Warszawa     | 0 - 3 | Developres Rzeszów | 20-25, 15-25, 14-25               |
| 5ª giornata - 17 novembre 2019 Hala Podpromie, Rzeszów      | Developres Rzeszów | 3 - 0 | Budowlani Łódź     | 25-20, 25-22, 25-23               |
| 6ª giornata - 25 novembre 2019 Hala Podpromie, Rzeszów      | Developres Rzeszów | 0 - 3 | Chemik Police      | 26-28, 21-25, 23-25               |
| 7ª giornata - 29 novembre 2019 Hala BKS Stal, Bielsko-Biała | BKS                | 0 - 3 | Developres Rzeszów | 20-25, 20-25, 19-25               |
| 8ª giornata - 7 dicembre 2019 Hala Podpromie, Rzeszów       | Developres Rzeszów | 3 - 2 | ŁKS                | 23-25, 19-25, 26-24, 25-23, 15-11 |
| 9ª giornata - 11 dicembre 2019 Arena Kalisz, Kalisz         | Kalisz             | 0 - 3 | Developres Rzeszów | 19-25, 22-25, 22-25               |
| 10ª giornata - 14 dicembre 2019 Hala Podpromie, Rzeszów     | Developres Rzeszów | 3 - 0 | Radomka            | 25-22, 25-20, 25-14               |
| 11ª giornata - 22 ottobre 2019 Hala MOSiR, Piła             | PTPS               | 0 - 3 | Developres Rzeszów | 15-25, 22-25, 21-25               |

#### Girone di ritorno
| 12ª giornata - 30 ottobre 2019 Arena Legionowo, Legionowo | Legionovia         | 2 - 3 | Developres Rzeszów | 18-25, 25-13, 16-25, 25-21, 14-16 |
| 13ª giornata - 12 novembre 2019 Hala Podpromie, Rzeszów   | Developres Rzeszów | 3 - 0 | Wrocław            | 25-14, 25-19, 25-15               |
| 14ª giornata - 18 gennaio 2020 Hala Łuczniczka, Bydgoszcz | Pałac Bydgoszcz    | 2 - 3 | Developres Rzeszów | 19-25, 19-25, 25-21, 25-21, 18-20 |
| 15ª giornata - 25 gennaio 2020 Hala Podpromie, Rzeszów    | Developres Rzeszów | 3 - 0 | Wisła Warszawa     | 25-13, 25-16, 25-13               |
| 16ª giornata - 29 gennaio 2020 Łódź Sport Arena, Łódź     | Budowlani Łódź     | 0 - 3 | Developres Rzeszów | 20-25, 22-25, 23-25               |
| 17ª giornata - 2 febbraio 2020 Hala Policach, Police      | Chemik Police      | 2 - 3 | Developres Rzeszów | 25-21, 25-19, 14-25, 18-25, 8-15  |
| 18ª giornata - 8 febbraio 2020 Hala Podpromie, Rzeszów    | Developres Rzeszów | 3 - 1 | BKS                | 25-20, 25-18, 19-25, 25-22        |
| 19ª giornata - 15 febbraio 2020 Łódź Sport Arena, Łódź    | ŁKS                | 0 - 3 | Developres Rzeszów | 14-25, 23-25, 21-25               |
| 20ª giornata - 22 febbraio 2020 Hala Podpromie, Rzeszów   | Developres Rzeszów | 3 - 0 | Kalisz             | 25-19, 25-15, 25-22               |
| 21ª giornata - 25 febbraio 2020 Hala MOSiR, Radom         | Radomka            | 1 - 3 | Developres Rzeszów | 25-22, 18-25, 18-25, 17-25        |
| 22ª giornata - 29 febbraio 2020 Hala Podpromie, Rzeszów   | Developres Rzeszów | 3 - 0 | PTPS               | 25-20, 30-28, 25-13               |

### Coppa di Polonia

#### Fase a eliminazione diretta
| Quarti di finale - 12 febbraio 2020 Hala Podpromie, Rzeszów | Developres Rzeszów | 3 - 0 | BKS                | 25-11, 25-15, 25-12               |
| Semifinali - 7 marzo 2020 Hala Sportowa PWSZ, Nysa          | Developres Rzeszów | 3 - 0 | Legionovia         | 25-21, 26-24, 25-16               |
| Finale - 8 marzo 2020 Hala Sportowa PWSZ, Nysa              | Chemik Police      | 3 - 2 | Developres Rzeszów | 21-25, 25-20, 19-25, 25-23, 15-13 |

### Coppa CEV

#### Fase a eliminazione diretta
| Sedicesimi di finale (andata) - 4 dicembre 2019 Hala Podpromie, Rzeszów       | Developres Rzeszów | 3 - 2 | ASPTT Mulhouse     | 26-24, 23-25, 25-22, 20-25, 15-7                    |
| Sedicesimi di finale (ritorno) - 18 dicembre 2019 Palais des Sports, Mulhouse | ASPTT Mulhouse     | 3 - 2 | Developres Rzeszów | 24-26, 22-25, 25-23, 25-13, 15-12 Golden set: 13-15 |
| Ottavi di finale (andata) - 23 gennaio 2020 PalaPiantanida, Busto Arsizio     | UYBA               | 3 - 0 | Developres Rzeszów | 25-22, 25-17, 25-22                                 |
| Ottavi di finale (ritorno) - 5 febbraio 2020 Hala Podpromie, Rzeszów          | Developres Rzeszów | 3 - 0 | UYBA               | 25-20, 25-23, 27-25 Golden set: 11-15               |

## Statistiche

### Statistiche di squadra
| Competizione          | Punti | In casa | In casa | In casa | In trasferta | In trasferta | In trasferta | Totale | Totale | Totale |
| Competizione          | Punti | G       | V       | P       | G            | V            | P            | G      | V      | P      |
| --------------------- | ----- | ------- | ------- | ------- | ------------ | ------------ | ------------ | ------ | ------ | ------ |
| Liga Siatkówki Kobiet | 59    | 11      | 10      | 1       | 11           | 11           | 0            | 22     | 21     | 1      |
| Coppa di Polonia      | -     | 1       | 1       | 0       | 0            | 0            | 0            | 3      | 2      | 1      |
| Coppa CEV             | -     | 2       | 2       | 0       | 2            | 0            | 2            | 4      | 2      | 2      |
| Totale                | -     | 14      | 13      | 1       | 13           | 11           | 2            | 29     | 25     | 4      |

G = partite giocate; V = partite vinte; P = partite perse

### Statistiche dei giocatori
| Giocatore      | Liga Siatkówki Kobiet | Liga Siatkówki Kobiet | Liga Siatkówki Kobiet | Liga Siatkówki Kobiet | Liga Siatkówki Kobiet | Coppa di Polonia | Coppa di Polonia | Coppa di Polonia | Coppa di Polonia | Coppa di Polonia | Coppa CEV | Coppa CEV | Coppa CEV | Coppa CEV | Coppa CEV | Totale | Totale | Totale | Totale | Totale |
| Giocatore      | P                     | PT                    | AV                    | MV                    | BV                    | P                | PT               | AV               | MV               | BV               | P         | PT        | AV        | MV        | BV        | P      | PT     | AV     | MV     | BV     |
| -------------- | --------------------- | --------------------- | --------------------- | --------------------- | --------------------- | ---------------- | ---------------- | ---------------- | ---------------- | ---------------- | --------- | --------- | --------- | --------- | --------- | ------ | ------ | ------ | ------ | ------ |
| D. Bąkowska    | 13                    | 0                     | 0                     | 0                     | 0                     | 2                | 0                | 0                | 0                | 0                | 1         | 0         | 0         | 0         | 0         | 16     | 0      | 0      | 0      | 0      |
| J. Blagojević  | 18                    | 169                   | 146                   | 20                    | 3                     | 3                | 43               | 40               | 0                | 3                | 4         | 52        | 47        | 2         | 3         | 25     | 264    | 233    | 22     | 9      |
| Z. Efimienko   | 17                    | 117                   | 55                    | 48                    | 14                    | 3                | 23               | 11               | 10               | 2                | 3         | 19        | 11        | 4         | 4         | 23     | 159    | 77     | 62     | 20     |
| A. Frantti     | 20                    | 186                   | 162                   | 16                    | 8                     | 3                | 47               | 37               | 4                | 6                | 4         | 57        | 48        | 8         | 1         | 27     | 290    | 247    | 28     | 15     |
| K. Ganszczyk   | 21                    | 153                   | 91                    | 52                    | 10                    | 3                | 9                | 8                | 1                | 0                | 4         | 20        | 10        | 9         | 1         | 28     | 182    | 109    | 62     | 11     |
| M. Grabka      | 9                     | 11                    | 10                    | 0                     | 1                     | 2                | 1                | 0                | 0                | 1                | 2         | 0         | 0         | 0         | 0         | 13     | 12     | 10     | 0      | 2      |
| M. Hawryła     | 19                    | 23                    | 11                    | 9                     | 3                     | 3                | 1                | 0                | 0                | 1                | 3         | 6         | 4         | 0         | 2         | 25     | 30     | 15     | 9      | 6      |
| A. Kaczmar     | 20                    | 20                    | 12                    | 5                     | 3                     | 2                | 1                | 1                | 0                | 0                | 3         | 1         | 0         | 1         | 0         | 25     | 22     | 13     | 6      | 3      |
| T. Kaliszuk    | 11                    | 13                    | 9                     | 1                     | 3                     | 0                | 0                | 0                | 0                | 0                | 1         | 1         | 1         | 0         | 0         | 12     | 14     | 10     | 1      | 3      |
| A. Krzos       | 19                    | 0                     | 0                     | 0                     | 0                     | 3                | 0                | 0                | 0                | 0                | 4         | 0         | 0         | 0         | 0         | 26     | 0      | 0      | 0      | 0      |
| M. Mlejnková   | 22                    | 258                   | 222                   | 25                    | 11                    | 3                | 4                | 4                | 0                | 0                | 4         | 11        | 9         | 2         | 0         | 29     | 273    | 235    | 27     | 11     |
| N. Valentín    | 20                    | 52                    | 20                    | 17                    | 15                    | 3                | 6                | 1                | 2                | 3                | 4         | 9         | 4         | 3         | 2         | 27     | 67     | 25     | 22     | 20     |
| G. Wojtowicz   | 14                    | 62                    | 46                    | 16                    | 0                     | 0                | 0                | 0                | 0                | 0                | 3         | 11        | 10        | 1         | 0         | 17     | 73     | 56     | 17     | 0      |
| K. Zaroślińska | 22                    | 337                   | 292                   | 39                    | 6                     | 3                | 61               | 55               | 5                | 1                | 4         | 71        | 57        | 12        | 2         | 29     | 469    | 404    | 56     | 9      |

P = presenze; PT = punti totali; AV = attacchi vincenti; MV = muri vincenti; BV = battute vincenti